# Elizabeth Hurley
Pour les articles homonymes, voir Hurley.
Elizabeth Hurley est une actrice, mannequin et productrice britannique née le 10 juin 1965 à Basingstoke (Hampshire).
Considérée comme un sex-symbol des années 1990, elle se fait connaître, mondialement, en tant que mannequin. Elle devient l'une des icônes de la marque de cosmétique Estée Lauder Inc.
De 1987 à 2000, elle forme un couple médiatisé avec l'acteur Hugh Grant. Elle produit d'ailleurs deux de ses films : Mesure d'urgence (1996) et Mickey les yeux bleus (1999).
Ce sont notamment les films Austin Powers (1997) et Endiablé (2001) qui la révèlent au cinéma.
Entre 2015 et 2018, elle porte la série dramatique du réseau E!, The Royals.

## Biographie

### Jeunesse et formation
Elle grandit aux côtés de sa sœur Kate et de son frère Michael. Passionnée de danse et de théâtre, elle fait ses études au London Studio Centre.

### Carrière

#### Débuts
En 1987, elle fait ses débuts au cinéma dans la comédie dramatique Un sketch réalisée par le cinéaste australien Bruce Beresford, année où elle rencontre Hugh Grant, l'acteur avec qui elle partage sa vie jusqu'en 2000.
En effet, elle tourne, dans le même temps, le film espagnol Remando al viento, occupant ainsi son premier rôle en tant que vedette.
En 1988, elle obtient le rôle qui marque le premier tournant important de sa carrière avec le prestigieux feuilleton dramatique de la BBC, Christabel.
Elle enchaîne alors les apparitions dans des téléfilms et quelques séries télévisées.
En 1992, Jaime Camino la dirige dans El largo invierno. Deux ans plus tard, elle fonde, en collaboration avec Hugh Grant, la société de production Simian Films.

#### Révélation internationale

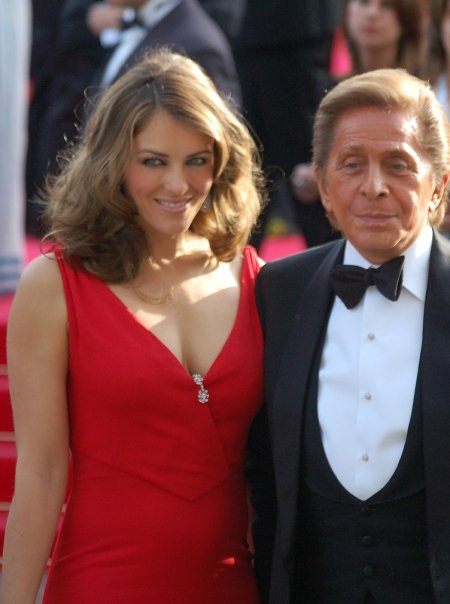
Elizabeth Hurley et Valentino Garavani au Festival de Cannes 2007.

En 1994, après un petit rôle quelque temps auparavant dans Passager 57, elle est encore une actrice inconnue. Elle assiste avec Hugh Grant à la première du film Quatre mariages et un enterrement à Londres, habillée d'une robe noire Versace ; c'est la consécration mondiale, elle devient immédiatement un sex-symbol.
En 1995, elle est recalée du casting de GoldenEye car les producteurs ne voient pas en elle la nouvelle James Bond girl. La même année, elle devient l'égérie d'Estée Lauder.
C'est finalement grâce au rôle de l'espionne Vanessa Kensington dans la comédie Austin Powers, sortie en 1997, qu'elle connaît un succès international. Ce rôle est considéré comme celui l'ayant révélé au grand public et elle retrouve ce personnage dans la suite, Austin Powers 2 : L'Espion qui m'a tirée, commercialisée en 1999.
En 1997, elle reçoit le prix de la meilleure actrice secondaire de l'année par l'organisation National Association of Theatre Owners.
Elle enchaîne, dès lors, les collaborations.
En 1998, elle donne la réplique à Ben Stiller et Owen Wilson dans la comédie dramatique Permanent Midnight. L'année suivante, elle est le premier rôle féminin de Mon Martien bien-aimé, une comédie de science-fiction basée sur la série télévisée éponyme des années 1960.
Sa rupture avec Hugh Grant, en 2000, ne l'empêche pas de tenir la vedette des films En direct sur Ed TV et Endiablé. Dans le même temps, elle joue dans le thriller d'action réalisé par Kathryn Bigelow, Le Poids de l'eau (2000) et renoue rapidement avec la comédie grâce à Bad Luck!, sortie en 2001, dans laquelle elle évolue aux côtés de Steve Buscemi.
Elle joue ensuite avec Matthew Perry dans Au service de Sara (2002) de Reginald Hudlin et Jeremy Sisto dans Method (2004), un thriller pour lequel elle enfile la casquette de productrice exécutive, avant de se retirer du grand écran.

#### Retrait et retour télévisuel

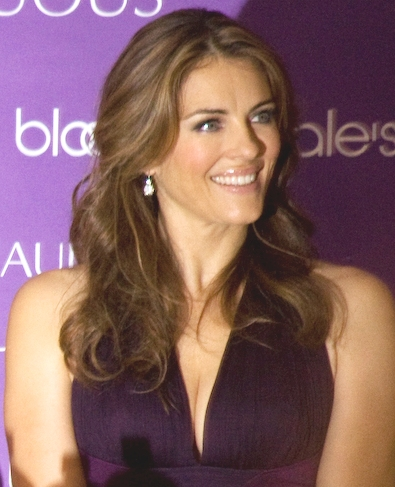
En juillet 2008, pour la présentation de la nouvelle fragrance d'Estée Lauder, Sensuous.

Elle se reconvertit en femme d'affaires.

En 2005, elle commercialise sa ligne de maillots de bain Elizabeth Hurley Beach qu'elle distribue par le biais de son propre site de vente en ligne. 

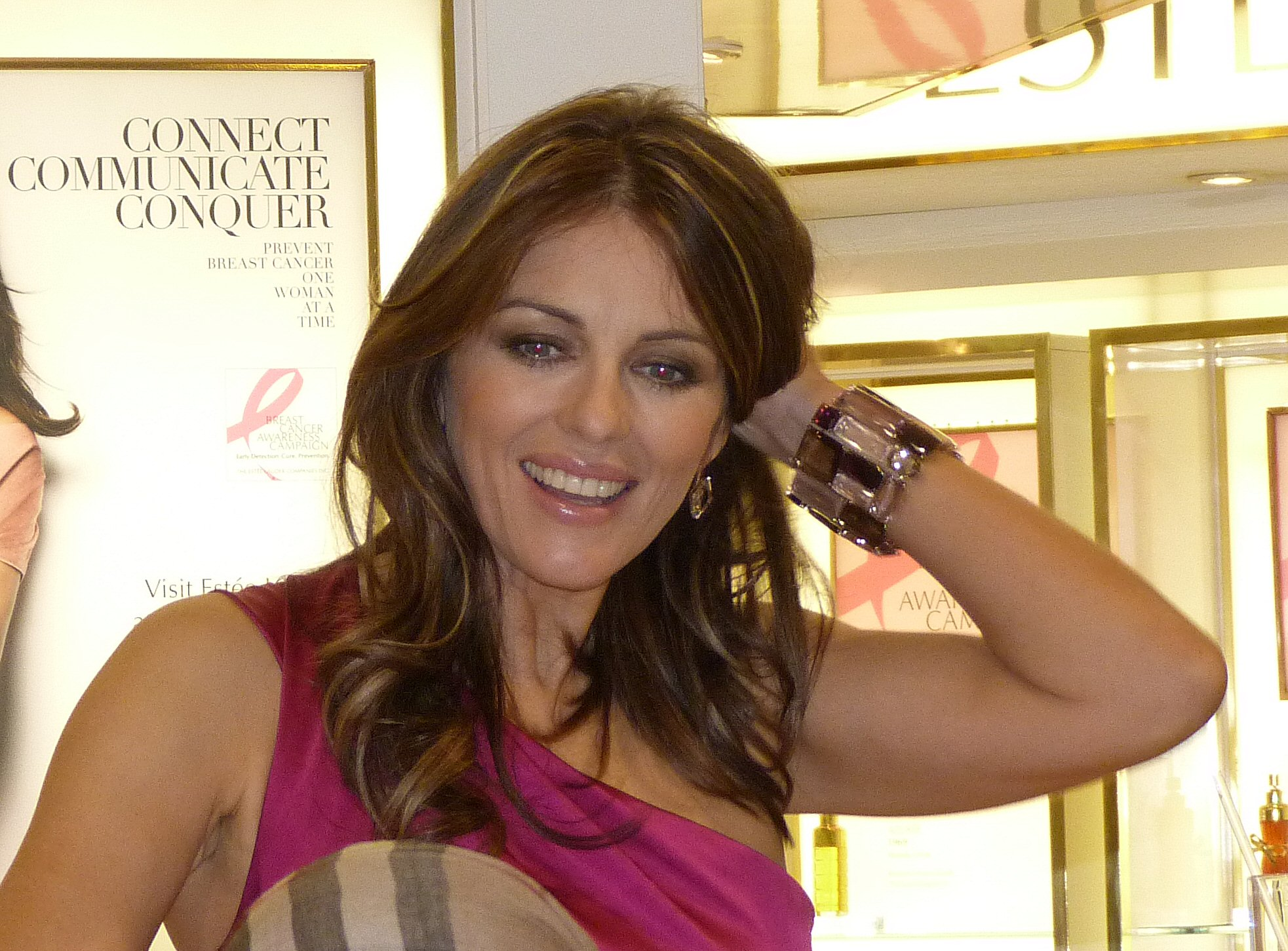
En octobre 2010 à Londres.

Entre 2010 et 2012, elle retrouve les plateaux de tournage et joue un rôle récurrent dans quelques épisodes de la série télévisée Gossip Girl.
En 2015, elle fait son retour au premier plan, en obtenant l'un des rôles principaux de la série dramatique The Royals du célèbre réseau E!. Créée par Mark Schwahn, elle est adaptée du roman Falling for Hamlet de Michelle Ray.
En 2016, lors du référendum sur l'appartenance du Royaume-Uni à l'Union européenne, elle fait campagne pour le Brexit.
The Royals l'installe sur le petit écran et est diffusé jusqu'en mai 2018. En effet, elle s'arrête au bout de quatre saisons et quarante épisodes en raison de négociations infructueuses entre, notamment, Lionsgate Television et POP TV, à la suite de la décision d'Entertainment Television de ne pas renouveler le programme pour une cinquième saison.
Libérée de cet engagement, elle ne tarde pas à rebondir sur une autre série, en rejoignant la saison 3 de Runaways. Elle y incarne la méchante Fée Morgane, un personnage emblématique des Marvel Comics.

### Vie privée

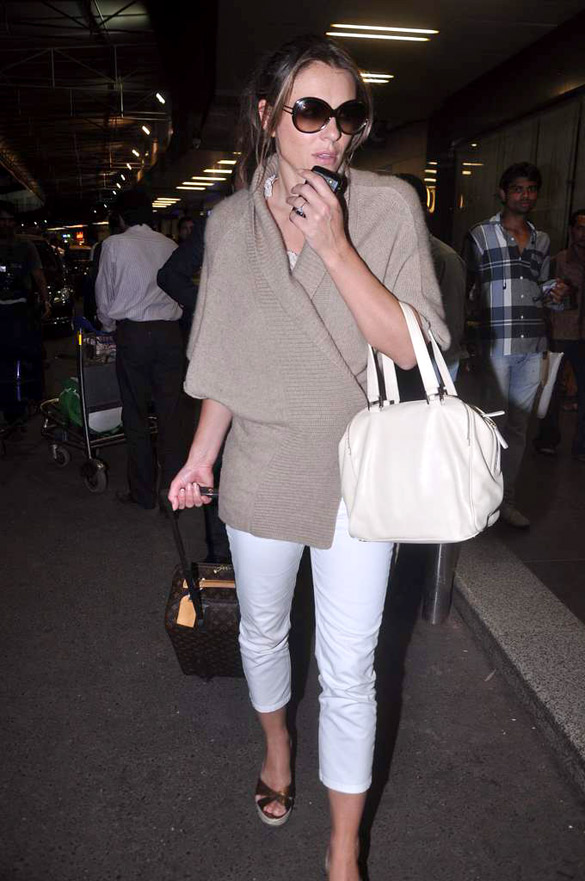
En 2013.

Elle est en couple avec l'acteur Hugh Grant de 1987 à 2000. Le couple s'est rencontré sur le tournage du film espagnol Remando al viento. Il se sépare à la suite de l'infidélité de l'acteur, surpris dans sa voiture en compagnie d'une prostituée. L'affaire fait les gros titres de la presse people.
En 2001, elle rencontre le producteur et milliardaire américain, Steve Bing (en) (1965-2020). Le couple donne naissance à un garçon, Damian Charles, le 4 avril 2002.
Elle se marie civilement le 2 mars 2007 avec l'homme d'affaires indien Arun Nayar dans un château du Gloucestershire, dans l'ouest de l'Angleterre, où une foule de célébrités s'est réunie pour l'événement : Elton John, Donatella Versace et David Beckham, entre autres. Elle divorce d'Arun Nayar en avril 2011 ; par la suite, elle se fiance au joueur de cricket australien Shane Warne. Le couple se sépare en 2014.
Elle est la marraine de Lennon Gallagher, le fils de l'actrice Patsy Kensit et du chanteur Liam Gallagher. Elle est aussi la marraine de Tabitha Grant, née en septembre 2011, la fille de son ex-compagnon, Hugh Grant.
Depuis 1994, elle apporte son soutien à une association qui lutte contre le cancer du sein. L'actrice est particulièrement sensible à cette cause car sa grand-mère est morte de cette maladie. Elle parcourt la planète en tant que porte-parole afin de récolter des fonds pour la Fondation Estée Lauder.

## Filmographie

### Cinéma
- 1987 : Un sketch (Aria), de Bruce Beresford : Marietta (segment Die tote Stadt)
- 1988 : Remando al viento, de Gonzalo Suárez : Claire Clairmont
- 1990 : Der Skipper, de Peter Keglevic : Lou
- 1992 : El largo invierno de Jaime Camino : Emma Stapleton
- 1992 : Passager 57 (Passenger 57), de Kevin Hooks : Sabrina Ritchie
- 1993 : Beyond Bedlam, de Vadim Jean : Stephanie Lyell
- 1995 : Mad Dogs and Englishmen (ou Shameless), de Henry Cole : Antonia Dyer
- 1997 : Dangerous Ground, de Darrell Roodt : Karen
- 1997 : Austin Powers (Austin Powers: International Man of Mystery), de Jay Roach : Vanessa Kensington
- 1998 : Permanent Midnight, de David Veloz : Sandra
- 1999 : Mon Martien bien-aimé (My Favorite Martian), de Donald Petrie : Brace Channing
- 1999 : En direct sur Ed TV (Edtv), de Ron Howard : Jill
- 1999 : Austin Powers 2 : L'Espion qui m'a tirée (Austin Powers: The Spy Who Shagged Me), de Jay Roach : Vanessa Kensington
- 2000 : Le Poids de l'eau (The Weight of Water), de Kathryn Bigelow : Adaline Gunne
- 2000 : Endiablé (Bedazzled), de Harold Ramis : le diable
- 2001 : Bad Luck! (Double Whammy), de Tom DiCillo : Dr Ann Beamer
- 2002 : Bad Boy, de Victoria Hochberg : Anna Lockheart
- 2002 : Au service de Sara (Serving Sara), de Reginald Hudlin : Sara Moore
- 2004 : Method, de Duncan Roy : Rebecca (également productrice exécutive)
- 2010 : Made in Romania de Guy J. Louthan : Elizabeth Hurley
- 2014 : Viktor de Philippe Martinez : Alexandra Ivanov
- 2017 : An Elephant's Journey de Richard Boddington : Sarah
- 2020 : Then Came You de Adriana Triagina : Clare
- 2021 : Welcome to Georgia de Pamela Fryman : Georgia
- 2020 : Father Christmas Is Back de Philippe Martinez : Joanna Christmas
- 2022 : Christmas in Paradise de Philippe Martinez : Joanna
- 2022 : Christmas in the Caribbean de Philippe Martinez : Rachel
- 2024 : Strictly Confidential de Damian Hurley : Lily
- 2024 : Piper, le joueur de flûte de Anthony Waller : Liz Haines

### Télévision

#### Séries télévisées
- 1988 : Gems : Penny (3 épisodes)
- 1988 : Inspecteur Morse : Julia (1 épisode)
- 1988 : Rumpole of the Bailey : Rosie Japhet (1 épisode)
- 1988 : Christabel, d'Adrian Shergold : Christabel Bielenberg (mini-série, 4 épisodes)
- 1989 : Act of Will, de Don Sharp : Christina (1 épisode)
- 1989 - 1990 : Frederick Forsyth Presents : Julia Latham (2 épisodes)
- 1991 : The Orchid House, de Horace Ové : Natalie (1 épisode)
- 1992 : The Good Guys : Candida Aston (1 épisode)
- 1992 : Les Aventures du jeune Indiana Jones : Vicky Prentiss (saison 1, épisode 2)
- 2001 : The Human Face : Lady / elle-même / Janet (2 épisodes)
- 2011 : Wonder Woman : Veronica Cale (pilote non retenu par Warner Bros. Television)
- 2010 - 2012 : Gossip Girl : Diana Payne (14 épisodes)
- 2014 : The Tomorrow People : A.L.I.C.E (voix - saison 1, épisodes 10 et 20)
- 2015 - 2018 : The Royals : la reine Helena Henstridge (rôle principal - 40 épisodes)
- 2019 : Runaways : La fée Morgane (saison 3)

#### Téléfilms
- 1990 : Death Has a Bad Reputation, de Lawrence Gordon Clark : Julia Latham
- 1994 : Sharpe's Enemy, de Tom Clegg : Lady Farthingdale
- 1995 : Fausse piste (The Shamrock Conspiracy), de James Frawley : Cecilia Harrison
- 1996 : Harrison: Cry of the City, de James Frawley : Cecilia Harrison
- 1996 : Samson et Dalila (Samson and Delilah), de Nicolas Roeg : Delilah

### En tant que productrice
- 1996 : Mesure d'urgence de Michael Apted
- 1999 : Mickey les yeux bleus de Kelly Makin
- 2006 : Project Catwalk (docu-série télévisée, 22 épisodes)

## Voix françaises
En France, Juliette Degenne est la voix française régulière d'Elizabeth Hurley. Rafaèle Moutier et Micky Sébastian l'ont doublée respectivement à deux reprises chacune.
Au Québec, Élise Bertrand est la voix québécoise régulière de l'actrice.

## Distinctions
Sauf indication contraire ou complémentaire, les informations mentionnées dans cette section proviennent de la base de données IMDb.

### Récompenses
- ShoWest 1997 : meilleure actrice secondaire de l'année

### Nominations
- Blockbuster Entertainment Awards 1998 : meilleure actrice dans un film comique pour Austin Powers
- Teen Choice Awards 1999 : meilleure scène d'amour dans un film pour En direct sur Ed TV, nomination partagée avec Matthew McConaughey
- MTV Movie & TV Awards 2001 : meilleur costume pour Endiablé
- DVD Exclusive Awards 2003 : meilleure actrice pour Bad Luck!